# Neujahrskonzert der Wiener Philharmoniker 1959
Das Neujahrskonzert der Wiener Philharmoniker 1959 war das 19. Neujahrskonzert der Wiener Philharmoniker und fand am 1. Jänner 1959 im Goldenen Saal des Wiener Musikvereins statt. Dirigiert wurde es zum fünften Mal von Willi Boskovsky, der diese Institution 1941 schon als Konzertmeister der Wiener Philharmoniker mit ins Leben gerufen hatte. Es war das erste Neujahrskonzert, dessen 2. Teil im Fernsehen übertragen wurde, und zwar von Anfang an als Eurovisionssendung.

## Besonderheit
Streng genommen war es einerseits das 20. Konzert zum Jahreswechsel – denn zur Jahreswende 1939/40 gab es bereits ein Außerordentliches Konzert der Wiener Philharmoniker, welches allerdings am Silvesterabend 1939 stattfand –, aber erst seit 1946 – seit dem erstmaligen Dirigat von Josef Krips – trägt das Konzert den Namen Neujahrskonzert der Wiener Philharmoniker: Unter diesem Namen war es das nunmehr 14. mit diesem Titel.
Willi Boskovsky wurde nach dem Tod von Clemens Krauss einstimmig von den Orchestermitgliedern für dieses Amt als ständiger Dirigent des Neujahrskonzertes gewählt, was er 1955 erstmals ausübte (und bis 1979 innehatte). Willi Boskovsky blieb in Erinnerung, dass er, wenn nicht das gesamte, so doch große Teile des Konzertes, meist die Walzer, mit dem Geigenbogen leitete und, die Violine in die Hüfte gestützt, immer wieder ans Kinn führte, um einen eigenen, geigenbezogenen Schwung in das Orchester zu übertragen.
Der zweite Teil des Neujahrskonzertes wurde erstmals im Fernsehen übertragen. Es handelte sich von vornherein um eine Eurovisionssendung, die der Österreichische Rundfunk (ORF) produzierte. Die Regie übernahm, wie in den folgenden 21 Neujahrskonzerten Hermann Lanske. Ausgestrahlt wurde es 1959 neben Österreich in Belgien, der Bundesrepublik Deutschland, in Dänemark, Frankreich, Großbritannien, Italien, den Niederlanden, in Schweden und in der Schweiz. Dazu wurde bereits zum Neujahrskonzert der Wiener Philharmoniker 1958 der Ablauf des Konzertes neu strukturiert: Vorgabe war, dass der zweite Teil, also die Fernsehübertragung, nicht mehr als 75 Minuten aufweise, um nationale vorher und nachfolgende Sendungen exakt einzupassen. Diese Zeitvorgabe von 75 Minuten (12.15 Uhr – 13.30 Uhr) wurde bei dieser Übertragungs-Premiere durch ausschließlich bereits früher in Neujahrskonzerten aufgeführte Werke abgesichert.

## Programm
Das Programm beinhaltete ausschließlich Werke, die bereits Bestandteil von früheren Neujahrskonzerten der Wiener Philharmoniker waren.

### 1. Teil
- Johann Strauss (Sohn): Morgenblätter, Walzer, op. 279
- Josef Strauss: Moulinet-Polka, Polka française, op. 57
- Johann Strauss (Sohn): Banditen-Galopp, op. 378
- Josef Strauss: Sphärenklänge, Walzer, op. 235
- Josef Strauss: Die Libelle, Polka mazur, op. 204

### 2. Teil
- Johann Strauss (Sohn): Ouvertüre zur Operette Die Fledermaus
- Josef Strauss: Mein Lebenslauf ist Lieb’ und Lust, Walzer, op. 263
- Johann Strauss (Sohn): Annen-Polka, op. 117
- Josef Strauss: Jokey-Polka, Polka schnell, op. 278
- Johann Strauss (Sohn): Geschichten aus dem Wienerwald, Walzer, op. 325
- Johann Strauss (Sohn) und Josef Strauss: Pizzicato-Polka
- Johann Strauss (Sohn): Vergnügungszug, Polka schnell, op. 281

### Zugaben
- Johann Strauss (Sohn): Éljen a Magyár, Polka schnell, op. 332
- Johann Strauss (Sohn): An der schönen blauen Donau, Walzer, op. 314
- Johann Strauss (Vater): Radetzky-Marsch, op. 228

Werkliste und Reihenfolge sind der Website der Wiener Philharmoniker entnommen.